# El caso Almería
El caso Almería (El Cas Almeria) és un film dirigit per Pere Costa i Musté el 1984.
El film, basat en fets reals, explica la història de tres homes torturats i assassinats per la Guàrdia Civil el 1981 a Roquetas de Mar (Almeria).

## Repartiment
- Agustín González Martínez
- Fernando Guillén
- Manuel Alejandre Abarca
- Diana Peñalver
- Margarita Calahorra
- Iñaki Miramón
- Pedro Díaz del Corral
- Antonio Banderas
- Juan Echanove
- Juan Jesús Valverde